# Jiří Pancíř
Jiří Pancíř (15. ledna 1944 Praha – 19. května 2023 Praha) byl český kvantový fyzik, chemik a tvůrce tzv. topologické metody sloužící k teoretickému výpočtu reaktivity molekul. V době jejího vzniku byla jedinou exaktní metodou, přičemž v nejrůznějších modifikacích je používána stále.
V letech 1961 až 1994 se Jiří Pancíř věnoval vědecké činnosti a následujících 29 let, do roku 2023, se věnoval činnosti publicistické a kulturní. V roce 1974 mu VŠCHT Praha udělila za rozvoj teorie chemické reaktivity Votočkovu cenu. V roce 1994 se stal zakladatelem a doživotním prezidentem Kulturní komise ČR, z.s. a vydavatelem kulturně-hospodářské revue Fragmenty.

## Životopis

### Studium
Při studiu na pražském gymnáziu Na Santošce si Pancíř oblíbil chemii a matematiku; dvakrát postoupil na matematické olympiádě na 2. místo v republikovém finále a chodil na matematický kroužek s integrály a derivacemi – to mu umožnilo seznámit se s kvantovou fyzikou založenou na řešení integrální Schrödingerovy rovnice.
V roce 1961 nastoupil na VŠCHT. Od druhého roku studia pracoval jako pomocná vědecká síla v pražském Ústavu fyzikální chemie J. Heyrovského ČAV v oddělení chemické reaktivity pod Ing. Rudolfem Zahradníkem. Pod vedením dvakrát nominovaného vědce na Nobelovu cenu prof. Josefa Michla vypracoval diplomovou práci na téma Příprava a elektronová spektra arylmethylkationtů a stal se spoluautorem dvou vědeckých publikací.

### Vědecká činnost (1961–1994)
Po skončení studia v roce 1966 zůstal zaměstnán v Ústavu fyzikální chemie J. Heyrovského ČAV, kde dokončil podrobnou rešerši všech ve světě naměřených elektronových spekter a zjistil, že hlubší teoretické studie k vysvětlení této problematiky neexistovaly. V době vzniku počítačů se vědci snažili využít počítač k řešení vlastních dílčích problémů, díky čemuž vznikalo mnoho tzv. semiempirických metod zatížených různými chybami z důvodu snahy vědců omezit výpočty kvůli malé paměti počítačů.

#### Vytvoření topologické metody
Pancíř se rozhodl nalézt jedinou výpočetní metodu zatíženou stejnou chybou pro všechny prvky periodické tabulky, aby mohl výsledky mezi sebou porovnávat. Tím započal svoje celoživotní vědecké dílo vedoucí v roce 1966 k vyvinutí jeho vlastní, kvantově fyzikální výpočetní topologické metody.
Pro vznik topologické metody byly zásadní dva Pancířovy objevy – zaprvé zjistil, že za účelem teoretického výpočtu reaktivity molekul stačí věnovat se pouze excitovaným molekulám, a že na zvýšení energie konfiguračních interakcí molekul mají mnohem větší vliv elektrony nacházející se v singlet-tripletových stavech než ve stavech triplet-tripletových. Po těchto objevech vytvořil počítačový program, který za pomoci výpočtů Schrödingerovy rovnice řešil problém interakcí excitovaných molekul v single-tripletových stavech pro všechny prvky periodické soustavy aniž by musel zasahovat do jejich struktury. Program však nemohl ověřit, jelikož neměl počítač, které se do zemí východního bloku nedodávaly. Z technické univerzity v Curychu byl kolegy vyzván k sepsání společného výpočtového programu pražského a curyšského ústavu pro kvantově chemické výpočty a díky tomu mohla být jeho topologická metoda ověřena.
V roce 1971 Pancíř publikoval první výpočet interakčních energií excitovaných uhlovodíků za pomocí vlastní topologické metody.

#### Vývoj po vytvoření metody a její užití

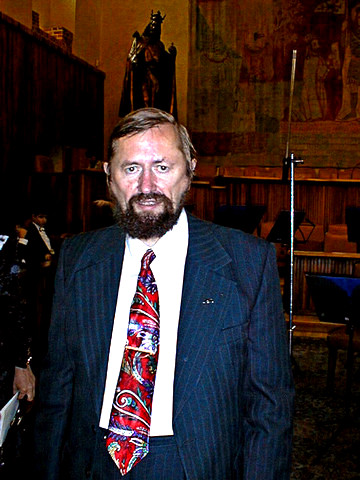
Doc. Ing. Jiří Pancíř, CSc. při přebrání Votočkovy ceny.

Pancířova topologická metoda byla Vědeckou radou VŠCHT oceněna prestižní cenou Emila Votočka, kterou Jiří Pancíř přebral 18. listopadu 1974 v pražském Karolínu. Později dostal nabídku stát se certifikovaným abstraktorem pro prestižní americký vědecký časopis Chemical abstracts. V letech 1973–1975  se věnoval teoretickým studiím optimalizace geometrie reakčních cest molekul topologickou metodou a vydal s kolegy knihu Molekulové orbitaly v chemii, podle níž vytvořil skripta pro studenty na univerzitě Karlově v Praze, kde přednášel. Přeložil též z polštiny knihu W. Kolos: Základy kvantové chemie vyložené bez použití matematiky.
V letech 1974–1977 publikoval další studie za využití topologické metody. V září 1975 dokázal, že topologická metoda kromě interakčních energií dokáže počítat i energetické interakční hyperplohy, a v listopadu téhož roku se ukázalo, že je ve shodě s Fukui-Fujomotovým energetickým principem.
Prof. Hans Huber z fyzikálně-chemického institutu v Basileji se svolením Pancíře v březnu 1977 použil jeho metodu ke geometrické optimalizaci molekul na ab-initio úrovni. Po něm potvrdili totéž kolegové z Heyrovského ústavu a metoda začala být postupně používána vědci po celém světě na ab-initio úrovni.
V roce 1982 se Pancíř spolu s doktorandem Františkem Turečkem z přírodovědecké fakulty Univerzity Karlovy zabývali kvantově chemickou teoretickou interpretací mechanismu retro-Diels-Alderova štěpení iontů v hmotovém spektrometru.
Dne 4. července 1983 byl Pancíř pozván profesorem Dickmanem přednášet o své metodě na vysoce prestižní americkou Vanderbilt univerzitu v Nashville v Tennessee. O dva roky později vyšla od Pancíře vědecká práce, na níž se podílel tamní profesor B. A. Hess.
Po návratu z USA překvapilo Pancíře, že většina žádostí o výpočty jeho metodou byla od průmyslových podniků zabývajících se kovy a jejich slitinami, supravodiči, alkalickými krystaly, elektromagnety, odolnějšími slitinami na povlaky uranových tyčí v reaktorech a zájem projevil i farmaceutický průmysl. Tam všude ale nebyla topologická metoda použitelná, neboť jí budoval pouze pro chemiky – rozhodl se proto rozšířit její použitelnost pro výpočty interakcí molekul s pevnými látkami a pro pevné látky obecně. Spojil se proto s doktorkou přírodních věd  z Univerzity Karlovy Ivanou Haslingerovou a v roce 1983 provedl Pancíř první úspěšný výpočet pro interakce molekul s kubickou plošně centrovanou krystalovou mřížkou alkalických kovů. V roce 1984 vydali  první společnou  studii o použití topologické metody pro výpočty vlastností kovů – hustoty stavů, výstupní práci a relativní stability. V roce 1983 se stala metoda použitelnou i pro studium nekonečných krystalů.
Z Ústavu pro kontrolu léčiv se s Pancířem spojil RNDr. Jan Kopecký, s kterým vytvořili několik vědeckých prací i knihu Organická chemie v obrazech a tabulkách.
Ředitel Heyrovského ústavu Vlček pověřil v únoru 1986 Pancíře odborným vedením studentské vědecké síly Petra Nachtigalla, který se na Karlově univerzitě zabýval chemisorpcí oxidu uhelnatého na površích přechodových kovů neboli problematikou úzce spojenou s Fischerovou-Tropschovou reakcí; dokázali, že na niklu dochází k asociativní i disociativní adsorpci na vícenásobných centrech. U mědi k podstatně slabší adsorpci a u platiny k relativně silné adsorpci na jednotlivých atomech kovu. Vzhledem k úspěchům s vedením Nachtigalla Pancíř získal další zájemce o vedení diplomových a disertačních prací jak z VŠCHT, tak z katedry fyzikální chemie na Univerzitě Karlově.
V devadesátých letech 20. století byl velký rozmach ve studiu vlastností supravodičů díky budování rychlodráh v Japonsku. Pancíř studoval chování supravodičů Ba(Sr)YCu3O8-x a s doktorandy Lošťákem a Starým studovali defekty v Sb2-xInxTe3 struktuře.
V roce 1993 obhájil pod vedením Pancíře Richard Owczarzy z katedry biochemie diplomovou práci, ve které měl za úkol nalézt rysy dvojšroubovice DNA, které jsou způsobeny primární interakcí nukleotidů působením vnitřních elektrických polí. 
Dne 14. ledna 1987 byl Pancíř pověřen vedením celého oddělení chemické reaktivity neboť jeho vedoucí inženýr Zahradník odlétl na dlouhodobý pracovní pobyt do USA. Zde s Pavlem Dobranským a Ivanou Haslingerovou pokračoval ve výzkumu kovů a Petr Nachtigall pokračoval pod jeho vedením v disertační práci, v níž měl odladit výpočetní program pro obecné simulace chemické reaktivity.
Po vypuknutí revoluce v Československu, kterou Jiří Pancíř veřejně vítal, se vrátil Zahradník z tříletého pobytu v USA a jeho dosazením do čela Heyrovského ústavu skončila kariéra Pancíře. Pod záminkou byl na hodinu propuštěn z ústavu a navíc obžalován z politických důvodů a celé Pancířovo kvantově chemické teoretické oddělení bylo zrušeno.

#### Pancíře přijali na VŠCHT Praha
Děkan fakulty chemické technologie na VŠCHT docent Ivan Stibor pověřil Pancíře vybudováním Institutu kvantové chemie, který na VŠCHT chyběl. Pancíř vedl opět mnoho disertačních prací a snažil se nalézat vědce, kteří by mohli pracovat v jím budovanému institutu, obhájil docenturu, napsal knihu Teoretické kvantově chemické studium velkých mnoha atomových systémů a učebnici kvantové chemie pro chemiky Výklad ke kvantově chemickým programům pro studium kvantové chemie. 
Na pokyn rektora Čestmíra Černého nesměl děkan Ivan Stibor v roce 1994 prodloužit Pancířovi pracovní poměr (dění bylo v r. 1996 předmětem interpelace v Poslanecké sněmovně a pak i mediálního
zájmu). Jinak hrozilo, že s VŠCHT přeruší ČSAV spolupráci.

### Publicistická činnost (1994–2023)
Po více než třiceti letech vědecké práce v ČSAV a na VŠCHT se následující roky věnoval Pancíř umění a publicistické činnosti. V roce 1994 se stal zakladatelem a doživotním prezidentem Kulturní komise České republiky, z. s. a vydavatelem Kulturně-hospodářské revue Fragmenty a doživotním předsedou její redakční rady.
V roce 2017 vydala Kulturní komise České republiky pohádky básnířky a publicistky Libuše Pamětnické Strašidla ze Zálesí. Bývalý prezident ČR Václav Klaus ocenil v květnu 2020 revue Fragmenty slovy: „Obrovsky vzdělává občany a otevírá jim oči v orientaci v současném šíleném světě plném nesmyslných -ismů šířených úředníky EU.“

## Soukromý život
V roce 1970 se Jiří Pancíř oženil s pražskou učitelkou fyziky Marií Kosařovou. Několik měsíců před udělením Votočkovy ceny se jim narodil 4. června 1974 syn Tomáš a 10. května 1980 dcera Zuzana. Po 27 letech se 16. ledna 1997 podruhé oženil s doktorkou přírodních věd Ivanou Haslingerovou, mající z prvního manželství s profesorem na Matematicko-fyzikální fakultě v Praze Jaroslavem Haslingerem syna Michala.
Pancíř byl hluboce věřícím katolíkem. Po pádu komunismu se rozhodl pomoci tehdy vznikající pravicové straně, Republikánské straně Československa. Po nástupu Mirka Topolánka do čela ODS podpořil svým podpisem z ní odcházejícího doktora Petra Macha při založení pravicové strany Svobodných a stal se jejím členem.
Jiří Pancíř je pohřben na hřbitově v Jiřicích u Humpolce v rodinném hrobě manželky Ivany Haslingerové.